# The Boil
The Boil (englisch für Die Beule) ist eine über 2300 m hoch gelegene und verschneite Anhöhe im ostantarktischen Viktorialand. Sie ragt mit markanten Felsvorsprüngen 6 km östlich des Shepard-Kliffs an der Nordostseite des Reeves-Firnfelds auf.
Ihren deskriptiven Namen erhielt die Formation durch die Südgruppe der New Zealand Geological Survey Antarctic Expedition, die sie im Dezember 1962 besuchte.